# 可換持ち上げ定理
数学の作用素論の分野における可換持ち上げ定理（かかんもちあげていり、英: commutant lifting theorem）とは、ベラ・ショーケファルヴィ＝ナジーとチプリアン・フォイアスにより得られた、いくつかの補間定理を証明する上で用いられる重要な定理である。
「可換押し上げ定理」とも称する。

## 内容
可換持ち上げ定理の内容は次のようになる：T をあるヒルベルト空間 H 上の縮小写像とし、U をあるヒルベルト空間 K 上での T の極小ユニタリ伸張とする（そのような U の存在はナジーの伸張定理により示される）。また R を T と可換な H 上のある作用素とする。このとき、U と可換な K 上のある作用素 S で、次を満たすものが存在する。
{\displaystyle RT^{n}=P_{H}SU^{n}\vert _{H}\;\forall n\geq 0}
および
{\displaystyle \Vert S\Vert =\Vert R\Vert .}
言い換えると、T の可換子環より得られるある作用素は、T のユニタリ伸張の可換子環のある作用素に「持ち上げ」られることを、この定理は意味する。

## 応用
可換持ち上げ定理は、左ネヴァンリンナ＝ピックの補間定理やサラソンの補間定理、両側ヌデルマン定理（two-sided Nudelman theorem）やその他諸々の定理を証明する上で用いられる。